# もとはしまさひで
もとはし まさひで（1953年〈昭和28年〉2月23日 - ）は、日本の漫画家。東京都豊島区池袋生まれ、1971年、私立明法高等学校卒業。一浪して桑沢デザイン研究所に入学するも1年半後に中退。

## 概要
1977年2月、『週刊少年マガジン』（講談社）の第16回新人まんが賞に『タクシーブギ』が佳作受賞後、同年4月の第17回同賞に『捕り物ブギ』が入選したのがキッカケで、同年『週刊少年マガジン』第33号より『超越銀行』にて初連載で漫画家デビュー。
その後はヤンキー漫画のジャンルで活躍、代表作の『ヤンキー烈風隊』は月刊少年マガジンで長期連載された。また週刊少年マガジンおよびコミックボンボンで連載されていた『コンポラキッド』は1985年にテレビアニメ化された。『ヤンキー烈風隊』、『麗霆゛子』（レディース）、『落華星』はVシネマとして実写化されている。『定時制歌舞伎町高校』が『歌舞伎町はいすくーる』のタイトルで、2014年に実写映画化された。
編集委員会の委員長を石ノ森章太郎が務めた『日本漫画家名鑑500』にて､『レディース!!』・『ヤンキー烈風隊』・『コンポラ先生』・『微笑によろしく』の4作品の書影を代表作として掲載（1992時点）。

## 主な作品

### 講談社
- バブバブギャグ 悪漢ベビー（『週刊少年マガジン増刊号』1977年8月15日号掲載）
- 微笑によろしく（『週刊少年マガジン』1978年21号 - 1980年14号、全3巻+別巻1巻）
- はん派がいく!!（『月刊少年マガジン』、全1巻[4]）
- 微笑キック・オフ（『週刊少年マガジン』1980年19号 - 50号、全4巻）
- 微風のように（『週刊ヤングマガジン』1980年 - 1981年、全2巻）
- コンポラ先生（『週刊少年マガジン』1981年23号 - 1984年33号、全17巻）
- ぱっぱらパパ（『週刊ヤングマガジン』1982年3号 - 1982年、全1巻）
- コンポラ先生2大ちゃんJR（『週刊少年マガジン』1984年33号 - 1985年9号、全2巻）
  - コンポラキッド（『週刊少年マガジン』1985年13号 - 52号、『コミックボンボン』1985年4月号 - 1986年1月号、全5巻） - 「コンポラ先生2大ちゃんJR」より改題。
- 銀駕乃太刀（『週刊少年マガジン』1986年6号 - 31号、全3巻）
- チューニング特急（『マガジンSPECIAL』1987年、全1巻）
- ドンの息子たち（『週刊少年マガジン』1987年26号 - 42号、全2巻）
- 宙球戦士アブソルト（『コミックボンボン』1989年 - 1990年）- 単行本未収録。
- V8キッド（『コミックボンボン』1990年11月号 - 1992年11月号、全5巻）
- 麗霆゛子(レディース)（『ヤングマガジン海賊版』1989年 - 1994年、全9巻）
- ヤンキー烈風隊（『月刊少年マガジン』1986年 - 1994年3月号、全28巻）
- 落華星(ピイナッツ)（『ミスターマガジン』1994年No.19 - 1995年No.13、全2巻） - 原案・浅田次郎。
- パンチアウト（『月刊少年マガジン』1994年4月号 - 12月号、全2巻[5]）

### ぶんか社
- 定時制歌舞伎町高校（『ヤングテイオー』1995年No.1（創刊号） - 1996年、全1巻[4]）
- 新ヤンキー烈風隊（『ヤングテイオー』など1996年 - 1998年、全23巻[6]）

### その他
- イジメをぶっ飛ばせ!!（1997年、描き下ろし）